# A társadalombiztosítás pénzügyi alapjai Magyarországon
A társadalombiztosítás kockázatvállaláson alapuló kötelező biztosítási rendszer. Rendszeréről több törvény rendelkezik. 

## Nyugdíjbiztosítási Alap
Cél – öregségi és rokkantnyugdíjak fedezetének biztosítása
Kezelő – Országos Nyugdíjbiztosítási Főigazgatóság
Bevételek:
- járulékok
  - munkáltatói nyugdíjjárulék
  - magánszemélyek nyugdíjjárulékai
- központi költségvetési hozzájárulások
- működési bevételek

Kiadások:
- célra fordított kiadások
- működést biztosító kiadások

## Egészségbiztosítási Alap
Cél: 
- Rokkantsági nyugellátás
- Egészségbiztosítás pénzbeli és természetbeni ellátásai

Kezelő – Országos Egészségbiztosítási Pénztár
Bevételek:
- járulékok
  - munkáltatói egészségbiztosítási járulék
  - biztosítottak által fizetett egészségbiztosítási járulék
- egészségügyi hozzájárulás

Kiadások:
- célra fordított kiadások
- működést biztosító kiadások

A társadalombiztosítás költségvetése a cím, alcím, előirányzat-csoport és kiemelt előirányzat szerkezetében tagolódik. Az elfogadott törvényjavaslatot szeptember 30-áig az Országgyűlésnek kell benyújtani.